# Agustina San Martín
Agustina San Martín (geboren am 12. August 1991 in Buenos Aires) ist eine argentinische Filmregisseurin und Drehbuchautorin.

## Leben und Werk
Agustina San Martín wuchs in Buenos Aires auf, ihre Eltern sind Wissenschaftler. Sie studierte Filmregie an der Universidad de Buenos Aires, an der sie später auch als Drehbuchdozentin tätig war. Daneben arbeitete sie als Kamerafrau und Koloristin.
Ihr Regiedebüt hatte Agustina San Martín mit dem Kurzfilm The Cry of the Oxen, der beim Cartagena International Film Festival in Kolumbien seine Premiere feierte. Ihr zweiter Kurzfilm, La prima sueca (Die Schwedische Cousine), bei dem sie gemeinsam mit Inés María Barrionuevo Buch und Regie verantwortete, wurde 2017 in der Sektion Generation 14plus der Internationalen Filmfestspiele Berlin uraufgeführt. Im Jahr zuvor war sie bereits für die Entwicklung ihres Langfilm-Drehbuchs zu To Kill the Beast zur Teilnahme an den Berlinale Talents eingeladen. Ihr dritter Kurzfilm, Monster God, wurde 2019 für den offiziellen Kurzfilmwettbewerb der Internationalen Filmfestspiele von Cannes ausgewählt, wo er mit einer Besonderen Erwähnung seitens der Jury ausgezeichnet wurde.
Im Jahr 2021 hatte sie ihr Spielfilmdebüt mit To Kill the Beast auf dem Toronto International Film Festival. Eigenen Aussagen zufolge hat sie insgesamt neun Jahre an der Realisierung des Projekts gearbeitet. Der Coming-of-Age-Film arbeitet mit fantastischen Elementen und beschäftigt sich mit Fragen der Identität und Sexualität und den damit verbundenen Ängsten einer Heranwachsenden. In einem Interview mit dem Magazin Women and Hollywood gab San Martín an, dass für sie „die Idee, dass das weibliche Begehren – und darüber hinaus das queere Begehren – eine Waffe ist, die jemanden stärkt“ für sie der Dreh- und Angelpunkt des Films gewesen sei.
Daneben ist sie Co-Autorin der ersten Spotify Original Fiction Hörbuchserie in Argentinien, Número Oculto, die sie gemeinsam mit Carlos Wassermann schrieb. Sie arbeitet gegenwärtig als Drehbuchautorin für Amazon Prime und die BBC und lebt in Madrid.

## Filmografie
- 2016: The Cry of the Oxen (Kurzfilm)
- 2017: Swedish Cousin (La prima sueca), zusammen mit Inés María Barrionuevo (Kurzfilm)
- 2019: Monster God (Kurzfilm)
- 2021: To Kill the Beast (Matar a la bestia)

## Preise
La prima sueca
- Best LGBT Film, CIMIFF, México
- Best International Shortfilm, Festival de Cine de Huelva, Spanien
- Best Short Film, BAFICI, Argentinien

The Cry of the Oxen
- 2016: Best Short Film, INCAA TV, Argentinien
- 2017: Best Short Film, FICCIC, Argentinien

Monster God
- 2019: Jury Special Mention, Cannes Film Festival Official Competition 2019
- 2019: Small Golden Camera 300, Manaki Brothers, Mazedonien
- 2020: Best Narrative Short Film, Crested Butte Film Festival, USA
- 2019: Best Fantasy Short Film, FESAALP, Argentinien
- 2020: Best Short Film, Jakarta Independent Film Festival, Indonesien

To Kill the Beast
- 2021: Best film, AMMAA award, Huelva Film Festival, Spanien
- 2021: Best film, APPLAA award, Mar del Plata Film Festival, Argentinien
- 2021: Lobende Erwähnung in der Kategorie Bester Spielfilm, ACCA, Mar del Plata Film Festival